# Южен Занзибар (регион)
Южен Занзибар (на суахили: Kusini Unguja; на английски: Zanzibar Central/South Region) е регион на Танзания.
Заема централната и южната част на остров Занзибар, разположен край бреговете на Танзания в Индийския океан. Площта на региона е 854 км². Населението му е 115 588 жители (по преброяване от август 2012 г.). Столица на региона е град Коани.